# Shinedown
Shinedown es una banda estadounidense de rock, formada en Jacksonville, Florida, en el 2001 por Brent Smith (voz), Brad Stewart (bajo), Jasin Todd (guitarra), y Barry Kerch (batería). Zach Myers se unió como guitarrista de Shinedown en una gira en el 2005, y luego se convirtió en su bajista temporal después de la salida de Brad Stewart en 2007. A principios de 2008, asumió el papel de guitarrista rítmico permanente. El 18 de diciembre de 2008 Nick Perri, que era el guitarrista principal tras la partida de Jasin Todd, también salió de Shinedown, dejando a Zach para asumir el papel del ritmo de la banda y del guitarrista líder. 
Son reconocidos como uno de los líderes del movimiento de hard rock contemporáneo y han vendido más de 12 millones de álbumes en todo el mundo. Han publicado 7 álbumes de estudio: Leave a Whisper (2003), Us and Them (2005), The Sound of Madness (2008), Amaryllis (2012), Threat to Survival (2015), Attention Attention (2018) y Planet Zero (2022).
Han publicado varios sencillos populares como "45", "Heroes", "Save Me", "Devour", "Sound of Madness", "Second Chance", " The Crow & the Butterfly, "If You Only Knew", "Diamond Eyes (Boom Lay Boom Lay Boom)", "Bully", "Enemies", "I'll Follow You", "Cut the Cord",  "State of My Head", " Asking for It", "How Did You Love?", " Black Cadillac" y Devil.

## Historia

### Leave a Whisper(2003-2005)
Leave a Whisper fue el álbum debut de la banda, lanzado en julio de 2003. Ofreció temas como "Fly From the Inside", "Burning Bright", la emotiva "45" y la popular canción de Lynyrd Skynyrd, Simple Man. La cubierta acústica lanzó a la banda a la popularidad, y más tarde fueron a un concierto a tributo de Dimebag Darrell.
En 2004 la banda lanzó un DVD en vivo del álbum titulado "Live From the Inside", que también contenía un documental. En la grabación aparece el concierto final de la LAW touring schedule.

### Us and Them(2005–2007)
Después de la exitosa Leave a Whisper, la banda volvió al estudio de grabación en el 2005 para grabar su segundo álbum. El 4 de octubre de 2005, la banda lanzó "Us and Them", que pasó a producir tres sencillos, "Save Me", "I Dare You" y "Heroes". El primer sencillo, "Save Me", mantuvo la posición # 1 de las listas de Active Rock durante doce semanas consecutivas, un récord para la banda. Los otros dos sencillos tuvieron un éxito similar con "I Dare You" que fue interpretado por Chris Daughtry en American Idol. Us and Them fue ganador de oro por la RIAA en noviembre de 2006. 
El álbum cuenta con tres versiones para el lanzamiento, la versión regular de trece pistas, una edición limitada con tres bonus tracks acústicos, y una versión específica de la tienda con dos bonus tracks: "Break" y "Carry me Away". En iTunes, hay una pista de 25 'versión Deluxe', que contiene canciones en vivo y versiones acústicas de canciones. Después del lanzamiento del álbum la banda participó en 2007 en Snocore Tour con Seether, Flyleaf y Halestorm.
Después a la banda se unió Trapt para el Tour Equinox. La banda luego procedió a tocar su primer concierto fuera del país en el London Astoria de Londres, Inglaterra el 6 de junio de 2006, en apoyo a Alter Bridge. En el verano de 2006, la banda acompañó a Godsmack y a Rob Zombie en su gira por América del Norte, poniendo fin a su rigurosa gira. 
El 12 de diciembre de 2006, Shinedown dio un concierto en Knoxville, Tennessee en el teatro de Tennessee, que fue filmado para un DVD de la banda y se esperó su lanzamiento en 2007. Sin embargo, tras un show en Waukesha, Wisconsin el 21 de julio de 2007, la banda dio a conocer que el DVD fue desechado por Atlantic Records. "No queremos poner nada si la banda va a ser presentado en el camino equivocado", dijo Smith. A finales de 2007 después de tomar algo de tiempo libre, la banda regresó al estudio para grabar un nuevo álbum.

### The Sound of Madness(2007–2011)
La banda comenzó a grabar su nuevo álbum en Los Ángeles el 20 de septiembre de 2007. Fue lanzado oficialmente el 24 de junio de 2008. Una edición deluxe fue lanzado, así como tres temas extra, de forma digital. Su primer sencillo, "Devour", fue lanzado el 6 de mayo de 2008, y ha demostrado ser un gran éxito, tanto así que se convirtió en su segundo # 1 en las listas de rock. 
"Devour" fue también el tema principal de la WWE pay-per-view Noche de Campeones 2008, así como parte de la banda sonora de la película de Destino final 4 filmada en el 2009. También se pueden encontrar en la banda sonora de Madden NFL 09. El vídeo de la canción fue lanzado el 25 de junio de 2008. Sound Of Madness también fue utilizada como una canción para WWE Wrestlemania 25 emitió por la NBC el 30 de agosto de 2009 para el Shawn Michaels. 
"Second Chance", el segundo sencillo después de The Sound of Madness, es el hit más grande hasta la fecha Shinedown, siendo su primer sencillo en llegar a estar entre los 10 primeros puestos en el Billboard Hot 100. La canción alcanzó el número 7 durante su duración en la tabla. "Second Chance" ha ganado desde entonces dos discos de platino. 
El 11 de abril de 2008, el vocalista Brent Smith anunció que Jasin Todd ya no era un miembro de la banda, diciendo que "en este momento, él ya no está con nosotros en Shinedown". En las notas de The Sound of Madness, Smith dice que ama a Todd y lo considera como el hermano que no tenía". Desde que se separó de Shinedown, Todd se ha mantenido fuera del ojo público. Aunque los rumores surgieron brevemente que se había hundido (la banda de inmediato lo negó), no hay noticias confirmadas sobre lo que ha hecho después de la separación. 
Posteriormente, Shinedown volvió a publicar sus álbumes, "Leave A Whisper" y "Us and Them", en ediciones deluxe. Los álbumes estuvieron disponibles solamente en formato digital. Entre los dos álbumes, la banda lanzó 25 temas inéditos, siete de ellos nunca antes escuchados. Las ediciones de lujo fueron lanzadas el día 7 de julio del 2009. 
El 18 de noviembre de 2009 trajo el lanzamiento de "Sound Of Madness", el primer álbum de la banda en vídeo digital. El álbum cuenta con vídeos de la banda y cinco vídeos en vivo desde principios de 2009 con una actuación en el Tabernáculo de Atlanta, Georgia. Esta versión sólo está disponible en i-Tunes. El 18 de diciembre, el video de "Second Chance" se situó en el número 7 en VH1's Top 40 Music Video de 2009. Otros sencillos del álbum son "If You Only Knew", y "The Crow & The Butterfly". 
Shinedown fue nominado para el "Alternative Rock" categoría en los premios American Music en 2009. Y entre otros nominados estaban Green Day y Kings of Leon. El nombramiento fue debido al éxito de radio de su sencillo "Second Chance". Al final Green Day, terminó ganando el premio de esa categoría. 
Shinedown también contribuyó en una canción para la próxima película de Sylvester Stallone, The Expendables, que salió en agosto de 2010. La canción se titula "Diamond Eyes (Boom-Lay Boom-Lay Boom)" y puede ser visto de antemano en el último tráiler de la película. Desde el 21 de junio de 2010, "Diamond Eyes" está disponible como sencillo en Amazon. 
Brent Smith acaba de grabar una canción como músico "invitado" con Apocalyptica la cual se titula Not Strong Enough.
"The Crow & The Butterfly" ha sido elegido como el quinto sencillo de The Sound Of Madness. Comenzó a ser emitida el 6 de abril de 2010. La banda Shinedown encabezó el "Carnaval of Madness". La gira se realizó a través de los EE. UU. a partir del 16 de julio al 1 de septiembre. Las otras bandas en la gira fueron: 10 Years, Sevendust, Puddle of Mudd y Chevelle.

### Amaryllis(2011-2014)
El 21 de febrero de 2011, a través de chat de vídeo en la web oficial de Shinedown, la banda anunció el nombre del nuevo DVD en vivo sería "Somewhere in the Stratosphere". El 8 de marzo, se anunció que el álbum, un doble CD / DVD, sería puesto en libertad el 3 de mayo e incluyen imágenes de la Carnival of Madness y "Anything and Everything tours", así como imágenes de backstage, entrevistas y otros materiales.
En marzo de 2011, el guitarrista Zach Myers declaró que la banda estaba trabajando en su cuarto álbum de estudio.
Mientras asistía a la 59a edición de los Premios BMI Pop el 17 de mayo, Brent Smith se le preguntó si el nuevo álbum fue similar a la de 2008 en disco de platino-The Sound of Madness. Smith respondió de nuevo, "En realidad no, porque no podemos comparar cualquiera de los otros registros para éste - al igual que no podemos comparar la primera a la segunda o la tercera a la primera", dijo. "Estamos orgullosos de ser una banda que cada disco suena completamente diferente que la anterior. Lo hermoso es el viaje y descubrir dónde se encuentra en su vida, no sólo como persona, sino dónde se encuentra como artista y como músico y lo lejos que hemos llegado y lo lejos que has crecido. Así que, para nosotros, estamos de gira mucho - nuestro último disco, que recorrió durante casi tres años - por lo que es muy, muy importante y muy, muy importante para nosotros en este cuarto disco [a ser tan fuerte como sea posible], por lo que tomamos nuestro tiempo ".
El 16 de agosto de 2011, se anunció que Shinedown había comenzado a grabar nuevo material en Ocean Way Recording con el productor Rob Cavallo, que había trabajado anteriormente con la banda en The Sound of Madness. El 15 de diciembre, se anunció que Shinedown planea lanzar su primer sencillo de su nuevo álbum, "Bully", el 3 de enero de 2012.
El 3 de enero de 2012, junto con su nuevo sencillo "Bully" de ser liberado, la banda anunció que el nuevo álbum se llamaría Amaryllis y sería puesto en libertad el 27 de marzo de 2012, con pre-órdenes disponibles en enero 17. Al día siguiente , se confirmó que la banda se ha asegurado un contrato con la disquera Roadrunner lanzar el álbum en cada territorio, además de los EE. UU. en la que todavía se firman al Atlántico.
Shinedown también contribuyó la canción titulada "I'm Alive" para la banda sonora de la película The Avengers, que fue lanzado el 1 de mayo de 2012. La banda lanzó un video musical de su tercer sencillo del disco Amaryllis, "Enemies", el 17 de julio de 2012.
El 7 de noviembre de 2012, Brent Smith anunció oficialmente en una entrevista con NME que ya tienen un nuevo álbum grabado. Según él, "es todavía muy masivo, que todavía tiene una sensación épica para todo, pero el ritmo de juego es un poco más lento, y el tema es un poco diferente. Yo diría que es en realidad un poco más oscuro, un poco más traviesa ".
El 12 de noviembre de 2012, Shinedown y Three Days Grace anunció una gira coencabezado que comienza el 1 de febrero de 2013, y recibió el apoyo de POD
El 16 de julio de 2013, Shinedown abrió para Kiss en Regina, Saskatchewan en el Centro de Brandt ante casi 7.000 personas.
En abril de 2013, Smith y Myers registraron diez covers acústicos solicitados por los fanes, incluyendo canciones como Metallica "Nothing Else Matters" y Adele "Someone Like You". Se planearon las canciones para ser lanzado con videos de las grabaciones. Sin embargo, algunos de los artistas está cubierto (Adele, Phil Collins, Pearl Jam, y Bon Jovi) no estaban de acuerdo con la idea de la liberación de los videos. La reproducción extendida se redujo a seis canciones, con vídeos de ser liberado en los días previos al 28 de enero de 2014

### Threat to Survival(2015-2017)
En los primeros días de junio, la banda empezó a lanzar carteles en su página oficial de Facebook y Twitter con el número "5" (haciendo referencia a su quinto disco) y con frases de lo que sería el primer sencillo del nuevo álbum. El 29 de junio de 2015, la banda lanzó un nuevo sencillo "Cut the Cord" entrando directo al número 1 en el Mainstream Hard Rock charts. El 7 de agosto, anunciaron en sus cuentas de Facebook y Twitter la portada y título de su nuevo disco, titulado "Threat to Survival", que sería lanzado el 18 de septiembre de 2015. Una semana después lanzaron como sencillo promocional "Black Cadillac" una pista melódica con tintes del género Soul.
Nuevamente, pero esta vez el 28 de agosto, lanzaron otro sencillo promocional titulado "State of My Head" una pista que sorprendió y encantó a varios de los fanáticos, por su ritmo pop con mezcla R&B y la falta de Rock melódico como están acostumbrados, lo que hizo suponer a todos los fanes, que este nuevo disco será nuevamente una vez más como en todos sus discos anteriores, una nueva cara en el estilo musical de la banda.

### Attention Attention(2018-2020)
Bass acababa de comenzar a presentar el material a Smith, quien, aunque no estaba seguro de cuánto incluiría exactamente en el futuro álbum, dijo que estaba muy impresionado, y que el material podría encajar en un álbum conceptual , el primero para la banda. Se unieron a Iron Maiden en una gira por Europa en abril y mayo, y comenzaron a grabar poco después. La banda tentativamente planea terminar el álbum a finales de 2017, lanzar un primer sencillo en enero de 2018 y luego lanzar el álbum en abril.
En enero de 2018, Myers anunció que la banda había terminado la grabación del álbum, y que Bass estaba trabajando en la finalización de la producción y la mezcla del álbum. Myers también describió el sonido del álbum como "más pesado que Threat to Survival".
El 7 de marzo de 2018, la banda anunció el título del álbum, Attention Attention, y lanzó su primer sencillo, "Devil" ese mismo día.

### Planet Zero(2021-2024)
En febrero de 2021, Smith anunció que la banda había comenzado a trabajar en un séptimo álbum de estudio, con el objetivo de lanzarlo en la segunda mitad de 2021. El 28 de agosto de 2021, Smith anunció que se espera que el primer sencillo de la banda del próximo álbum salga en enero de 2022, y el álbum lo seguirá unos meses después.
El 26 de enero de 2022, la banda lanzó el sencillo principal, "Planet Zero", de su próximo séptimo álbum de estudio del mismo nombre. El álbum se originalmente iba a ser lanzado el 22 de abril de 2022. El 25 de marzo de 2022, la banda lanzó el segundo sencillo, "The Saints of Violence and Innuendo". 
El 12 de abril de 2022, la banda anunció que el lanzamiento del álbum se retrasaría hasta el 1 de julio de 2022. El retraso se debió a un problema de retraso en la producción del vinilo y la banda deseaba que todos sus fanes experimentaran el álbum al mismo tiempo en todos los formatos.

### Próximo material (2024-presente)
En febrero de 2024, Smith anunció que la banda estaba trabajando en su octavo álbum de estudio. A lo largo de 2024, tanto Kerch como Bass compartieron detalles sobre el próximo álbum, el proceso de producción, el estilo musical y el hecho de que, a diferencia de los dos álbumes anteriores, el próximo no será un álbum conceptual.
El 24 de enero de 2025, la banda lanzó dos sencillos: «Three Six Five» y «Dance, Kid, Dance», de su octavo álbum de estudio.

## Estilo Musical
La música de Shinedown se ha caracterizado bajo el Hard rock, Post-grunge o metal alternativo [este último género más caracterizado en su álbum debut, Leave a Whisper).
En agosto de 2013, el baterista Barry Kerch afirmó sobre los géneros con la que la banda había sido etiquetada durante los últimos años. Él declaró: "Nosotros somos simplemente un buen Rock 'n' roll. No creí que existía el "post-grunge", yo no sabía que hay un pre-grunge. Pensé que era sólo grunge".

## Miembros
| Miembros actuales - Brent Smith – voz (2001–presente) - Zach Myers – guitarra líder (2008–presente) guitarra rítmica, coros (2005–2007, 2008–presente), bajo, coros (2007–2008) - Eric Bass – bajo, piano, coros (2008–presente) - Barry Kerch – batería (2001–presente) | Miembros anteriores - Brad Stewart – bajo (2001–2007) - Jasin Todd – guitarra líder (2001–2008), guitarra rítmica (2001–2005, 2007–2008) - Nick Perri – guitarra líder (2008), guitarra rítmica (2008) |

Línea del tiempo

## Discografía
Álbumes de estudio
- 2003: Leave a Whisper
- 2005: Us and Them
- 2008: The Sound of Madness
- 2012: Amaryllis
- 2015: Threat to Survival
- 2018: Attention Attention
- 2022: Planet Zero